# Sovice sněžní
Sovice sněžní (někdy též sovice sněžná; Bubo scandiacus) je monotypický druh sovy z čeledi puštíkovitých (Strigidae).

## Popis
Jedná se o mohutnou sovu velikosti téměř výra velkého (Bubo bubo). Délka těla je 53–65 cm, rozpětí křídel 125–150 cm. Hmotnost u samce se pohybuje v rozmezí 700–2500 g, u samice mezi 780–2950 g. Peří je ve většině šatů jasně bílé, díky čemuž jí poskytuje dobré maskování v zasněžené krajině. Samec má na bílém podkladu pouze několik roztroušených tmavých skvrn, zatímco samice je hustě tmavě příčně pruhovaná a čistě bílý má pouze závoj, hruď, nohy, spodinu křídel a spodní krovky ocasní. Mladí ptáci v prvním roce života se podobají samici, ale jsou celkově tmavší. Zobák je černý, duhovka žlutá.

## Rozšíření
Sovice sněžní patří mezi typické obyvatele cirkumpolárních oblastí. Hnízdí v tundrách a náhorních planinách nad hranicí lesa na území Evropy, Asie, Grónska a Kanady. Může být stálá až potulná, rozšíření a početnost silně kolísá v závislosti na dostupnosti hlavní potravy, lumíka (Lemmus), za kterým může podnikat kratší nebo delší přesuny. Ty průměrně každý čtvrtý rok nabývají irupčních rozměrů a jednotliví ptáci se tak během nich mohou dostat i do mnohem jižněji položených oblastí (v Evropě až po Francii, střední Evropu, bývalou Jugoslávii a Černé moře).

### Výskyt v Česku
V ČR jde o vzácně zaletující druh, objevující se od října do března. Počet pozorování ve 20. století nepřevyšuje 20 záznamů. Chovu sovic sněžních se věnují zejména zoologické zahrady, jako např. Zoo Brno, Zoo Liberec, Zoo Ostrava, Zoopark Zájezd či Zoo Tábor či Biopark Gymnázia Teplice, ale vyskytuje se i v soukromých chovech. Na Slovensku jsou chovány ve všech velkých zoo. V roce 2010 proběhla médii aféra, že ze Zoo Ostrava byly přímo z voliéry ukradeny dvě sovice sněžné, ale podařilo se je rychle navrátit zpět.

## Potrava

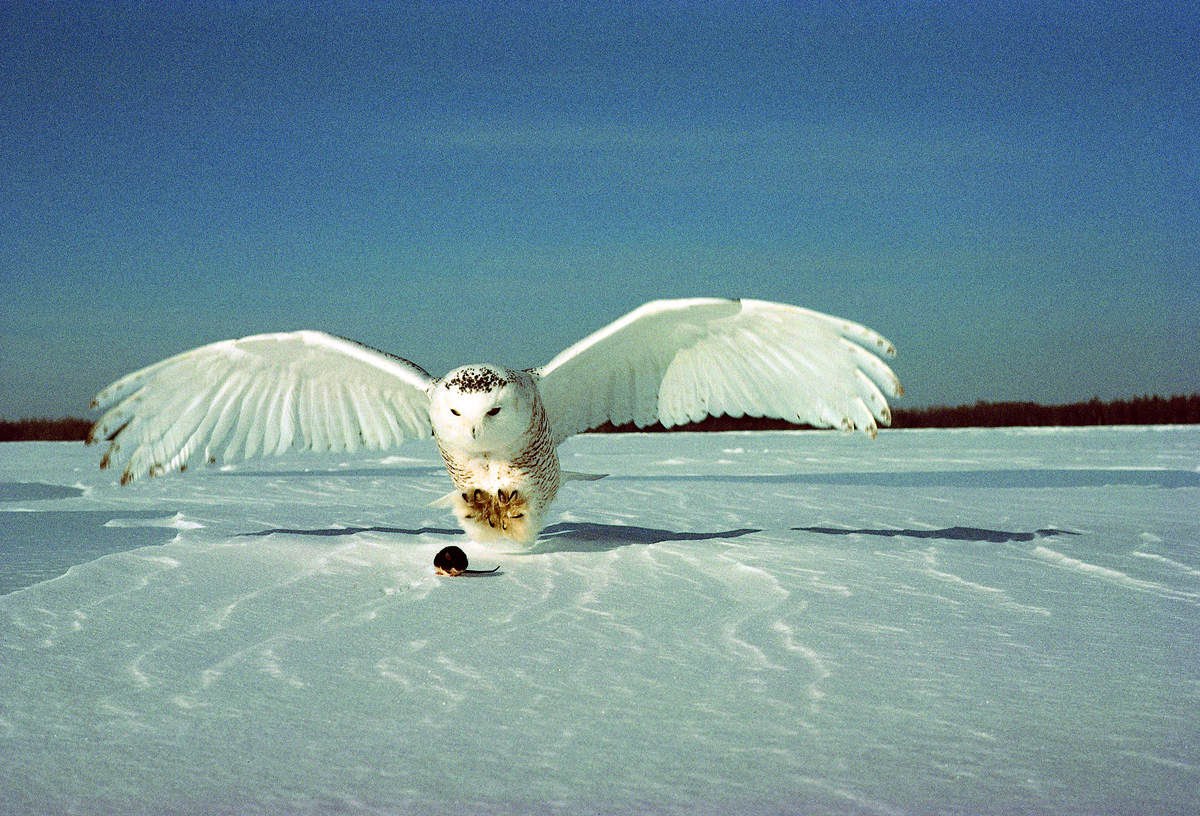
Sovice sněžní při lovu

Na rozdíl od většiny ostatních sov loví sovice sněžní hlavně během dne. V době hnízdění se živí téměř výhradně lumíky, po zbytek roku loví také jiné savce do velikosti zajíce a ptáky do velikosti husy. Kořist vyhlíží většinou vsedě z vyvýšených míst, kůlů, skal apod., a zmocňuje se jí po rychlém výpadu do napřažených pařátů. Na hnízdícího jedince připadá jeden až dva lumíci na den, rodiče s odrostlými mláďaty mohou pozřít i více než 1300 lumíků, z čehož plyne, že je na ně silně vázaná a jejich pokles by zcela jistě znamenal i pokles volně žijících sovic sněžních.

## Hnízdění

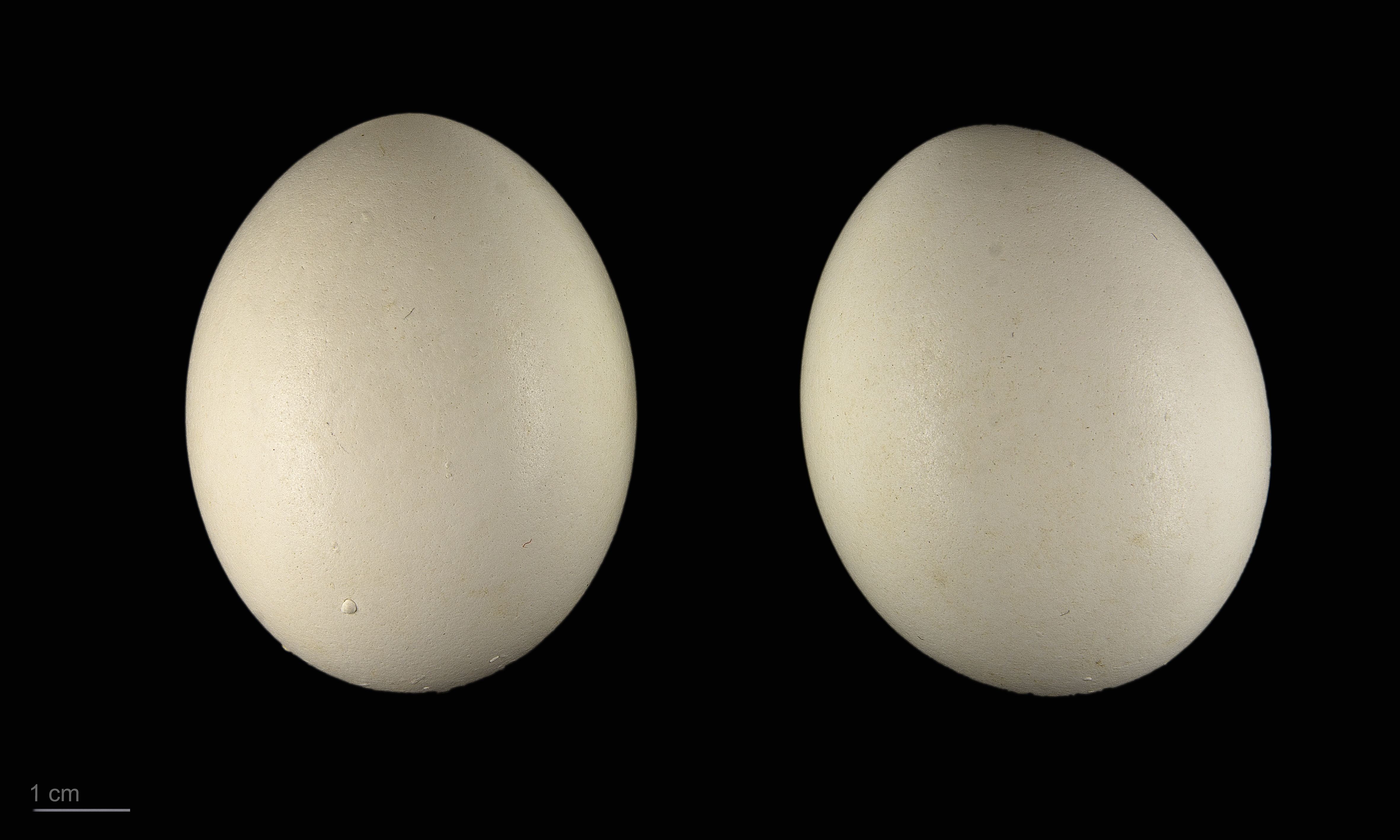
Bubo scandiacus

Hnízdo je na zemi ve vegetaci na mírné vyvýšenině. V květnu až červnu snáší 7–9 (3–12) čistě bílých vajec o rozměrech 57 × 45 mm a hmotnosti přibližně 63,5 g, velikost snůšky je značně závislá na množství potravy. Sezení začíná od snesení prvního vejce a trvá 30–33 dnů, sedí pouze samice, které samec přináší potravu. Mláďata se líhnou postupně a nejprve jsou zbarvena čistě bíle, později šedě. Rodiče je na hnízdě prudce brání, a to i proti predátorům výrazně větším, než jsou oni sami. Hnízdo opouštějí po 18–28 dnech a plné vzletnosti dosahují ve stáří 43–50 dnů. Nejvyšší známý věk kroužkovaného ptáka je 5 let 7 měsíců.